# Growing Up Is Getting Old
Growing Up Is Getting Old (с англ. — «Взрослеть — значит стареть») — песня болгарской певицы Виктории Георгиевой. Представляла Болгарию на конкурсе «Евровидение-2021» в Роттердаме, Нидерланды.
Официальное музыкальное видео было выпущено 10 марта 2021 года. Длинное 5-минутное музыкальное видео начинается с черно-белой симуляции ведущего новостей, впервые объявляющего об отмене песенного конкурса «Евровидение». Музыкальное видео завершается реальными черно-белыми кадрами Виктории в детстве и кадрами ее семьи.

## Участие на «Евровидении»
Эта песня была выбрана для представления Болгарии на конкурсе песни «Евровидение-2021» после того, как Виктория Георгиева была внутренне отобрана национальной телекомпанией. В полуфинале конкурса 2021 года был представлен тот же состав стран, который был определен жеребьевкой полуфинала для конкурса 2020 года. Болгария была помещена во второй полуфинал, состоявшийся 20 мая 2021 года, и выступала во второй половине шоу. Заняв третье место в полуфинале, песня вышла в финал и там заняла одиннадцатое место со 170 очками.

## Чарты
| Чарт (2018)                           | Наив. поз. |
| ------------------------------------- | ---------- |
| Lithuania (AGATA)                     | 67         |
| Netherlands (Single Tip 30)           | 4          |
| Sweden Heatseeker (Sverigetopplistan) | 16         |